# Portuairk
Portuairk是位于苏格兰高地阿德納默亨角西端的一個地方。它是大不列顛島最西边的定居点。Portuairk属于海洋性气候，夏季温和干燥，冬季寒冷潮湿。温度通常在2.4 °C（36.3 °F）到16.8 °C（62.2 °F）之間。